# Nernstova rovnice
Nernstova rovnice, někdy také Nernstova-Petersova rovnice, je rovnice definující vztah mezi potenciálem kovové elektrody a aktivitou jejích iontů v roztoku u jejího povrchu. Byla odvozena W. H. Nernstem a Kurtem Petersem z úvahy o ustavení dynamické rovnováhy v elektrodovém ději.
Pro elektrodový děj ox + z e− ⇔ red platí rovnice v následujícím tvaru:
{\displaystyle E=E^{0}-{\frac {RT}{zF}}ln{\frac {a_{red}}{a_{ox}}}=E^{0}+{\frac {RT}{zF}}ln{\frac {a_{ox}}{a_{red}}}}
- E – elektrodový potenciál
- E0 – standardní elektrodový potenciál
- R – molární plynová konstanta (8,314 J/K.mol)
- T – teplota v kelvinech (teplota ve °C + 273,15)
- z – počet vyměněných elektronů
- F – Faradayova konstanta (96485 C/mol)
- a – aktivita oxidované nebo redukované formy

Pozn. Někdy se rovnice uvádí ve zjednodušené podobě a s dekadickým logaritmem (platí pro 25 °C):
{\displaystyle E=E^{0}-{\frac {0,0592}{z}}log{\frac {a_{red}}{a_{ox}}}=E^{0}+{\frac {0,0592}{z}}log{\frac {a_{ox}}{a_{red}}}}
U zředěných roztoků se místo aktivity používá molární koncentrace.